# Мамедов Гюндуз Айдинович
Гюндуз Айдинович Мамедов (азерб. Gündüz Aydın oğlu Məmmədov; нар. 26 жовтня 1974, м. Гянджа, Азербайджанська РСР) — український правознавець, кандидат юридичних наук, доцент, заслужений юрист України. Заступник Генерального прокурора України в 2019—2021.

## Освіта
- 1996 — закінчив Одеський університет ім. Мечникова за спеціальністю «правознавство».
- 2013 — закінчив Одеський економічний університет.

## Кар'єра
Почав трудовий шлях 1996 року в органах прокуратури України. Працював помічником прокурора, стажистом в прокуратурі Приморського району Одеси, ставши згодом першим заступником прокурора району.
2012—2013 — працював в прокуратурі Київської області. 2013 року був головним науковим співробітником відділу досліджень проблем протидії злочинності Науково-дослідного інституту Національної академії прокуратури України.
З грудня 2013 року по липень 2014 року — начальник слідчого відділу Дніпровської екологічної прокуратури.
З липня 2014 року — прокурор Одеси.
З грудня 2015 року — заступник прокурора Одеської області.
Під час роботи на Одещині займався гучними справами. Зокрема, щодо зупинення розповсюдження наркотичних речовин в правоохоронних органах, викриття корупційних схем та грального бізнесу, затримання злочинної групи, яка протягом двох років здійснювала розбійні напади, вимагання та інші.
З 22 серпня 2016 року — прокурор АР Крим.
31 березня 2017 року — на час окупації росією АР Крим за участю генпрокурора Луценка відкрито офіс прокуратури АР Крим у Києві.
За період роботи на посаді прокурора АР Крим визначено напрями роботи правоохоронних органів автономії на території материкової України, організовано роботу з Міжнародним кримінальним судом, налагоджено співпрацю з неурядовим сектором, розроблено методику розслідування кримінальних проваджень злочинів проти національної безпеки та воєнних злочинів (МГП), у зв'язку з тим, що до 2014 року у зазначених категоріях справ була практично відсутня слідча та судова практика. Зазначене знайшло своє відображення в Стратегії розвитку діяльності прокуратури АРК в умовах тимчасової окупації на 2019—2021 роки.
18 жовтня 2019 — став заступником Генерального прокурора України.
За час роботи в Офісі Генерального прокурора став ініціатором створення та запуску Департаменту нагляду у кримінальних провадженнях щодо злочинів, вчинених в умовах збройного конфлікту, що здійснює процесуальне керівництво у найбільш тяжких та резонансних кримінальних провадженнях, пов'язаних із вчиненням кримінальних правопорушень в умовах збройного конфлікту міжнародного характеру, а також злочинів щодо здійснення терористичної діяльності, посягань на територіальну цілісність України, ведення агресивної війни, злочинів, пов'язаних з серйозними порушеннями норм міжнародного гуманітарного права та грубими порушеннями прав людини. Завдяки роботі Департаменту забезпечений системний підхід у розслідуванні кримінальних проваджень даної категорії. Відповідні управління створені в Донецькій та Луганській обласних прокуратурах.

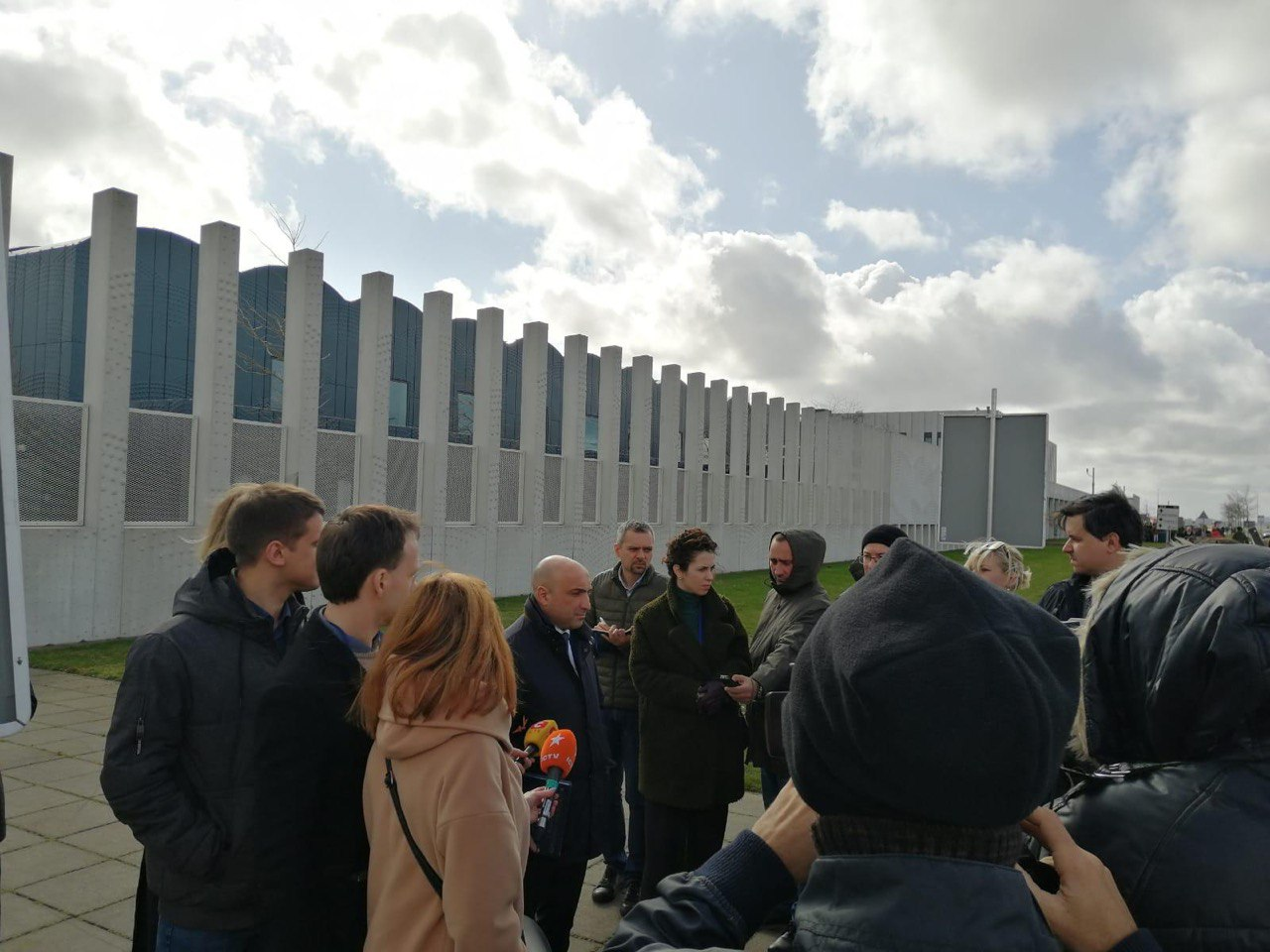
Початок слухань у справі по збиттю МН17 у Схіпголі, Нідерланди

Був керівником Спільної слідчої групи від України з розслідуванням збиття літака MH17 17.07.2014. 17 листопада 2022 року суд у Нідерландах виніс вирок у справі MH17: трьох обвинувачених — двох громадян росії Ігоря Гіркіна, Сергія Дубінського та громадянина України Леоніда Харченка засудив до довічних термінів ув'язнення заочно, а росіянина Олега Пулатова звільнили від відповідальності за браком доказів. 8 лютого 2023 року представники JIT на пресконференції в Гаазі заявили, що президент рф причетний до краху лайнера, адже особисто схвалив постачання ППО на територію України.
Також він координував розслідування авіакатастрофи рейсу PS-752 «Тегеран-Київ».
Впроваджував реформу пенітенціарної системи, в Мін'юсті було створено робочу групу, яка мала підготувати проєкт закону щодо подвійної системи регулярних пенітенціарних інспекцій.
Двічі потрапляв до санкційних списків у рф: як керівник прокуратури АР Крим та Севастополя у 2018 році та як заступник Генпрокурора України у 2021 році.
27 липня 2021 року написав заяву на звільнення з органів прокуратури.

## Наукова діяльність
Автор наукових статей та публікацій в фахових виданнях та ЗМІ. Захистив дисертацію кандидата юридичних наук «Функції прокуратури в Україні та Азербайджані (порівняльно-правовий аналіз)».

### Наукові праці
- Вісник Національної академії прокуратури України: Трансформація функцій прокуратури України в сучасних умовах;[18]
- Вісник прокуратури України: Проблемні питання захисту інтересів громадян в умовах тимчасової окупації території півострова Крим;[19]
- Prosecuting international crimes in Crimea;[20]
- Международный научно — практический журнал «Закон и жизнь»: Прокурорский надзор в уголовно-исполнительной системе Украины по отечественному законодательству;[21]
- Збірник матеріалів міжнародної науково — практичної конференції «Пріоритетні проблеми реформування системи законодавства України»: «Специфіка діяльності органів прокуратури у 1923—1924 роках» (Київ, 2015 р.);
- Наукові праці Національного університету «Одеська юридична академія»: «Повноваження органів прокуратури у 1922—1930 рр.» (Одеса, 2015);
- Науковий вісник публічного та приватного права: «Позитивний європейський досвід діяльності прокуратури та шляхи його запозичення для України» (Київ, 2016);
- Науковий вісник Академії муніципального права «Історичні типи прокураторів римської імперії на початку нашої ери» випуск 1\2015 (Київ, 2015)
- Науковий вісник Ужгородського національного університету: «Зародження прокуратури в Китаї та Греції» том 3, ч. 1, 2013 р.;
- Науковий вісник Херсонського державного університету: «Правові орієнтири діяльності органів прокуратури в 1979—1991 рр.» том 4, ч. 3, 2015 р.;
- Вісник прокуратури України: «Щодо оптимального варіанту закріплення функцій прокуратури», (м. Київ, 2007);
- «Спільне та особливе в конституційному закріпленні функцій прокуратури України та Азербайджанської Республіки»; Південноукраїнський часопис № 2, 206 р.;
- Збірник матеріалів міжнародної  науково - практичної конференції: «Теоретичні та практичні проблеми формування правового регулювання суспільних відносин»: Формування прокуратури в Франції у період XVII—XX ст. (Харків, 2016)
- Вісник Чернівецького факультету Національного університету «Одеська юридична академія»: «Повноваження органів прокуратури у 1922—1930 — х рр.» № 2/2016
- Збірник наукових праць «Актуальні проблеми політики»: "порівняльно-правове дослідження функцій прокуратури України та Азербайджанської Республіки (постановка проблеми) (Одеса, 2016);
- Науковий журнал «Наука і правоохоронна»: «Передумови зародження прокуратури в стародавніх країнах Сходу»; № 3, ч. 2, (Одеса, 2014);
- Право и политика научно-методический журнал: «Положительный европейский опыт деятельности прокуратуры и пути его заимствования для Украины»;
- Збірник матеріалів науково-практична конференції: «Актуальні проблеми сучасного правознавства»: Функціонування прокуратури передвоєнний період (Київ, 2015);
- Збірник матеріалів науково-практичної конференції «Пріоритетні проблеми юридичної науки: сучасний стан та перспектива вдосконалення»: Передумови формування прокуратури в УРСР (Київ, 2015)
- Науковий журнал «Наука і правоохоронна»: Специфіка функціонування прокуратури в довоєнний період, № 4(26), (Одеса, 2014);
- Публічне адміністрування в сфері внутрішніх справ: «Прокурорська діяльність у післявоєнний період» наук. видання (Київ, 2015);

## Відзнака
- Заслужений юрист України[22]